# Stueng Hav
Stueng Hav es uno de los cuatro distritos que forman la provincia camboyana de Sihanoukville, con una población estimada en marzo de 2008 de 20 277 habitantes. Está dividido en las siguientes  comunas (khum), que se muestran asimismo con población estimada de 2008:
- Kampenh 1,905
- Ou Treh 5,332
- Tumnob Rolok 13,040[1]